# Брод (крепост)
Брод (на хърватски: Tvrđava Brod) е крепост, построена през XVIII век от Ерцхерцогство Австрия в хърватския град Славонски брод за защита от османците.

## История
В периода между 1715 и 1780 г. Австрия изгражда крепост в Славонски брод, по това време стратегически важен пункт по т.нар. Военна граница с Османската империя. Тази крепост на река Сава е част от мащабната отбранителна система от укрепления по протежение на границата, проектирана от принц Евгений Савойски през първата половина на XVIII в. За самото построяване са използвани местни селяни, които полагали принудителен труд и били задължени за нуждите на строителството да предоставят и коне за превоза на материали.
По план крепостта трябва да побере 4000 войници и до 150 оръдия. Тя заема площ от 33 хектара и има правоъгълна форма с отбранителни канали около нея във формата на звезда.
Състои се от три части – централна, външна и южна. В централната част се помещават 108 стаи с еднакви размери за настаняване на войниците, оръжейна, болница, аптека, пекарна, работилници. Тук се намира и параклисът на крепостта в стил барок посветен на Св. Ана. Днес в централната част има галерия с постоянна експозиция на хърватско модерно изкуство. Във външната част на укреплението са издигнати триъгълни бастиони, имащи за цел да възпрепятстват достъпа на врага. В южната част се намират зданието на главнокомандващия, в което днес се помещава Градският съвет на Славонски брод; Офицерският павилион, който сега приютява Музикалното училище на града; коняшните, кухнята и др.
В годините между 1945 и 1990 г. крепостта служи за казарма на войници от югославската армия. В наши дни тя е част от културно-историческото наследство на Хърватия.